# Felix Schwenke

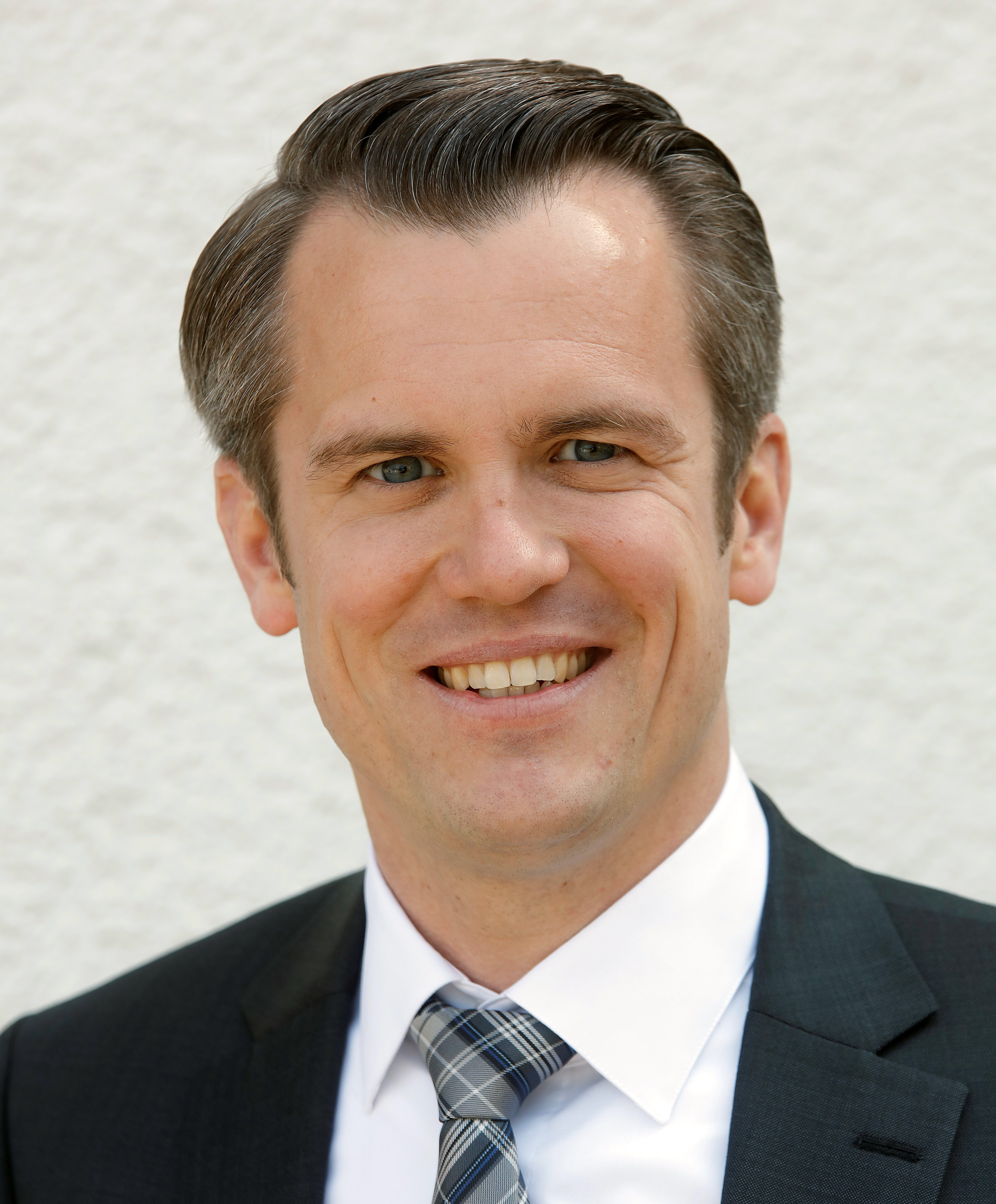
Felix Schwenke (2017)

Felix Schwenke (* 27. Mai 1979 in Frankfurt am Main)  ist ein deutscher Kommunalpolitiker (SPD). Er ist seit dem 21. Januar 2018 Oberbürgermeister der Großstadt Offenbach am Main.

## Jugend, Ausbildung und beruflicher Werdegang
Felix Schwenke ist im Mai 1979 in Frankfurt am Main geboren, lebt aber seit seiner Geburt in Offenbach am Main. Aufgewachsen im Stadtteil Bieber absolvierte er im Jahr 1998 das Abitur an der Albert-Schweitzer-Schule. Nach seinem Zivildienst studierte er in den Jahren 1999 bis 2004 Französisch und Sozialkunde für das Lehramt an Gymnasien an der Johann Wolfgang Goethe-Universität Frankfurt am Main und schloss mit dem Staatsexamen ab.
Als Stipendiat der Friedrich-Ebert-Stiftung wurde er mit einer politikwissenschaftlichen Dissertation unter dem Titel Die Idee der "souveraineté nationale" in der Diskussion über den EU-Verfassungsvertrag vor dem Referendum 2005 in Frankreich an der Goethe-Universität 2010 zum Dr. phil. promoviert.
Nach dem Lehramtsreferendariat und zweitem Staatsexamen war er von 2011 bis 2012 Lehrer für die Fächer Politik und Wirtschaft sowie Französisch an der Rudolf-Koch-Schule in Offenbach. Danach wechselte er hauptamtlich in die Politik.
Im Jahr 2017 war Schwenke Berater bei der Ernst & Young Wirtschaftsprüfungsgesellschaft, nachdem er seine hauptamtliche Position im Magistrat nach den Kommunalwahlen von 2016 verloren hatte.

## Politische Stationen
Schwenke war von 1998 bis 2006 Vorsitzender der Jusos Offenbach. Von März 2010 bis Februar 2018 war er Vorsitzender des SPD-Unterbezirks Offenbach.
Von 2001 bis 2012 war er Mitglied der Stadtverordnetenversammlung in Offenbach, dabei von 2004 bis 2010 stellvertretender Vorsitzender der SPD-Fraktion.
Schwenke war in den Jahren 2012 bis 2016 hauptamtlicher Stadtrat mit den Zuständigkeiten für Arbeit, Soziales, Bildung, Integration, Sicherheit, Ordnung und Bürgerbüro. Darüber hinaus war er ab 2014 auch für die Bereiche Kämmerei sowie das Kassen- und Steueramt zuständig. Mit der geänderten Zusammensetzung des Stadtparlaments nach den Kommunalwahlen von 2016 wurde er von der neuen Koalition aus CDU, Grünen, FDP und FWG vorzeitig abberufen und verlor seine Position als hauptamtlicher Stadtrat.
Ab Dezember 2016 war er ehrenamtlicher Stadtrat für das städtische Dezernat IV mit verschiedenen Verantwortungsbereichen, insbesondere Sport und Kultur.
Bei der Direktwahl zum Oberbürgermeister der Stadt Offenbach am Main am 10. September 2017 trat Felix Schwenke gegen sieben Mitbewerber an. Er gelangte mit 43,3 Prozent der Stimmen im ersten Wahlgang in die Stichwahl, die er am 24. September 2017 mit 67 Prozent gegen Peter Freier (CDU) gewann. Die Wahlbeteiligung lag im ersten Wahlgang bei 30,6 Prozent und in der Stichwahl bei 43 Prozent. Damit ist Schwenke Nachfolger von Horst Schneider (SPD), dessen Amtszeit am 20. Januar 2018 endete.
Am 17. September 2023 wurde Schwenke mit 69,9 Prozent der Stimmen für eine zweite Amtszeit wiedergewählt.
In Schwenkes Zuständigkeitsbereich als Offenbacher Oberbürgermeister fallen die Bereiche Wirtschaftsförderung, Personal, Rechtsamt, Öffentlichkeitsarbeit, Hauptamt, Sport, Kultur, Feuerwehr, Frauenbüro, Liegenschaften inkl. Wochenmarkt und Kleingärten.
2019 erwarb die Stadt Offenbach unter der Federführung Schwenkes das ehemalige Hoechst/Clariant Gelände. Die Industriebrache im Osten der Stadt umfasst 36 Hektar und ist die größte zusammenhängende Gewerbefläche der Stadt.
2021 gelang mit dem Stellventilhersteller Samson eine erste große Ansiedlung auf dem Gelände. Mit rund 2000 Mitarbeitenden und dem Bau eines neuen Werks wird der Standort von Frankfurt nach Offenbach verlegt. Die Stadt Offenbach am Main und Samson haben im März 2021 den Kaufvertrag für ein Grundstück auf dem Innovationscampus unterschrieben und das Projekt „MainChange“ gestartet.
2022 ging ein weiterer Teil des Geländes des Innovationscampus an das Biotechnologieunternehmen BioSpring. 
Neben Samson und BioSpring konnten unter Schwenke auch weitere Unternehmen für Offenbach gewonnen werden. Im Jahr 2022 hat der Frankfurter E-Bike Hersteller Advanced mit dem Bau der neuen Firmenzentrale am Offenbacher Hafen begonnen.
Mit Morphisto ist unter Schwenkes Amtszeit im Offenbacher Gewerbegebiet an der Sprendlinger Landstraße ein histologisches Forschungs- und Servicelabore in Deutschland von Frankfurt nach Offenbach umgesiedelt. Das Unternehmen ist auf die Herstellung von Chemikalien für medizinische und industrielle Zwecke spezialisiert.

## Sonstiges und Privates
Von 2012 bis 2016 war Schwenke Aufsichtsratsvorsitzender der Seniorenzentrum Offenbach GmbH. Von September 2012 bis Juli 2016 war er Vorsitzender der Betriebskommission des Jobcenter Mainarbeit. Von Februar 2007 bis Juli 2016 war Schwenke stellvertretender Aufsichtsratsvorsitzender der Nahverkehr in Offenbach GmbH (NiO). Darüber hinaus ist er seit März 2016 Mitglied im Finanzausschuss des Deutschen Städtetags.
Schwenke ist seit 2013 verheiratet und hat drei Kinder. Mit seiner Familie wohnt er im Offenbacher Wohngebiet An den Eichen.

## Veröffentlichungen
- Die Idee der „souveraineté nationale“ in der Diskussion über den EU-Verfassungsvertrag vor dem Referendum 2005 in Frankreich. Lit Verlag, Münster 2010, ISBN 978-3-643-10597-4